# 21G busz (Miskolc)
A miskolci 21G jelzésű garázsjárati autóbuszvonal a Szondi György utca, a Wesselényi utca és az Újgyőri főtér között húzódik, amelyet a Miskolc Városi Közlekedési Zrt. üzemeltet.

## Története
Az MVK Zrt. 2023. október 14-én esedékes menetrendi változtatásával 21G jelzéssel garázsmeneti autóbuszvonalat hoztak létre a Szondi György utcai autóbuszgarázs és az Újgyőri főtér között, nagyrészt a 21-es busz útvonalán, annak garázsjárati párjaként, a 2011-ben megszűnt 21A busz utódjaként.

## Útvonala
| Szondi György utca – Újgyőri főtér | Újgyőri főtér – Szondi György utca |
| --- | --- |
| Szondi György utca ➝ Üteg utca ➝ Baross Gábor út ➝ Bajcsy-Zsilinszky út ➝ Soltész-Nagy Kálmán utca ➝ Vörösmarty Mihály utca ➝ Uitz Béla utca ➝ Kálvin János utca ➝ Dayka Gábor utca ➝ Petőfi utca ➝ Kiss Ernő utca ➝ Vasgyári út ➝ Újgyőri főtér | Újgyőri főtér ➝ Vasgyári út ➝ Kiss Ernő utca ➝ Nagyváthy utca ➝ Meggyesalja utca ➝ Kálvin János utca ➝ Uitz Béla utca ➝ Soltész-Nagy Kálmán utca ➝ Bajcsy-Zsilinszky út ➝ Baross Gábor út ➝ Üteg utca ➝ Szondi György utca |

## Közlekedése
Indításai munkanapokon történnek, járatai az egész nap folyamán közlekednek.
- a Szondi György utca irányából 9 indítás főként hajnalban és délután,
- az Újgyőri főtér irányából 8 indítás történik főként az este folyamán.

## Megállóhelyei
| 0  | Szondi György utca végállomás | 0.0 km | 0  | 1G, 7, 12G, 14G, 35G, 101B, 900, 935, Auchan 1 3706, 3710, 3712, 3715, 3716, 3717, 3718, 3719, 3720, 3721, 3722, 3723, 3724, 3726, 3727, 3728, 3729, 3730, 3731, 3733, 3734, 3735, 3736, 3737 |
| ∫  | Üteg utca (↑)                 | ∫      | ∫  | 1G, 7, 8, 12G, 14G, 32G, 34G, 35G, 101B, 900, 901, 935 3724 |
| 1  | Selyemrét                     | 0.8 km | 2  | 1, 1G, 1VP, 3, 7, 12G, 14G, 21, 30, 31, 32G, 34G, 35G, 900, 901, 935, Auchan 1 3706, 3724, 3726, 3738, 3751, 3752 1, 1A, 2                                                                    |
| 2  | Vízügyi Igazgatóság           | 1.8 km | 5  | 3A, 4, 14G, 21, 30, 31, 35G, 101B, 901, Auchan 1 |
| 3  | Vörösmarty városrész          | 2.2 km | 6  | 3A, 14G, 21, 24, 32, 45, 901, Auchan 1 1050, 1369, 1370, 1372, 1375, 1376, 1380, 1381 3738, 3739, 3740, 3741, 3742, 3743, 3744, 3745, 3746, 3747, 3748, 3749, 3750, 3751, 3752, 4019          |
| 4  | Szemere utca                  | 2.6 km | 7  | 14G, 21, 901, Auchan 1 |
| 5  | Erzsébet tér                  | 3.3 km | 8  | 21 |
| 6  | Teleki utca                   | 3.8 km | 10 | 21 |
| 7  | Nagyváthy utca                | 4.4 km | 11 | 21 |
| ∫  | Geró János utca (↑)           | ∫      | ∫  | |
| 8  | Wesselényi utca               | 4.9 km | 13 | |
| 9  | Ernye Bán utca                | 5.4 km | 14 | |
| 10 | Tímár malom utca              | 5.7 km | 15 | 21 3701, 3735 |
| 11 | Kiss Ernő utca                | 6.2 km | 17 | 21 3701, 3735 |
| ∫  | Vasgyári út (↑)               | ∫      | ∫  | 9, 19, 29, 68 |
| 12 | Újgyőri főtér végállomás      | 7.3 km | 20 | 1, 1G, 1VP, 6, 9, 16, 19, 21, 29, 39, 53, 54, 68, 101B, 901 1053, 1383 3753, 3755, 3756 1, 1A, 2                                                                                              |